# Universität von Burundi

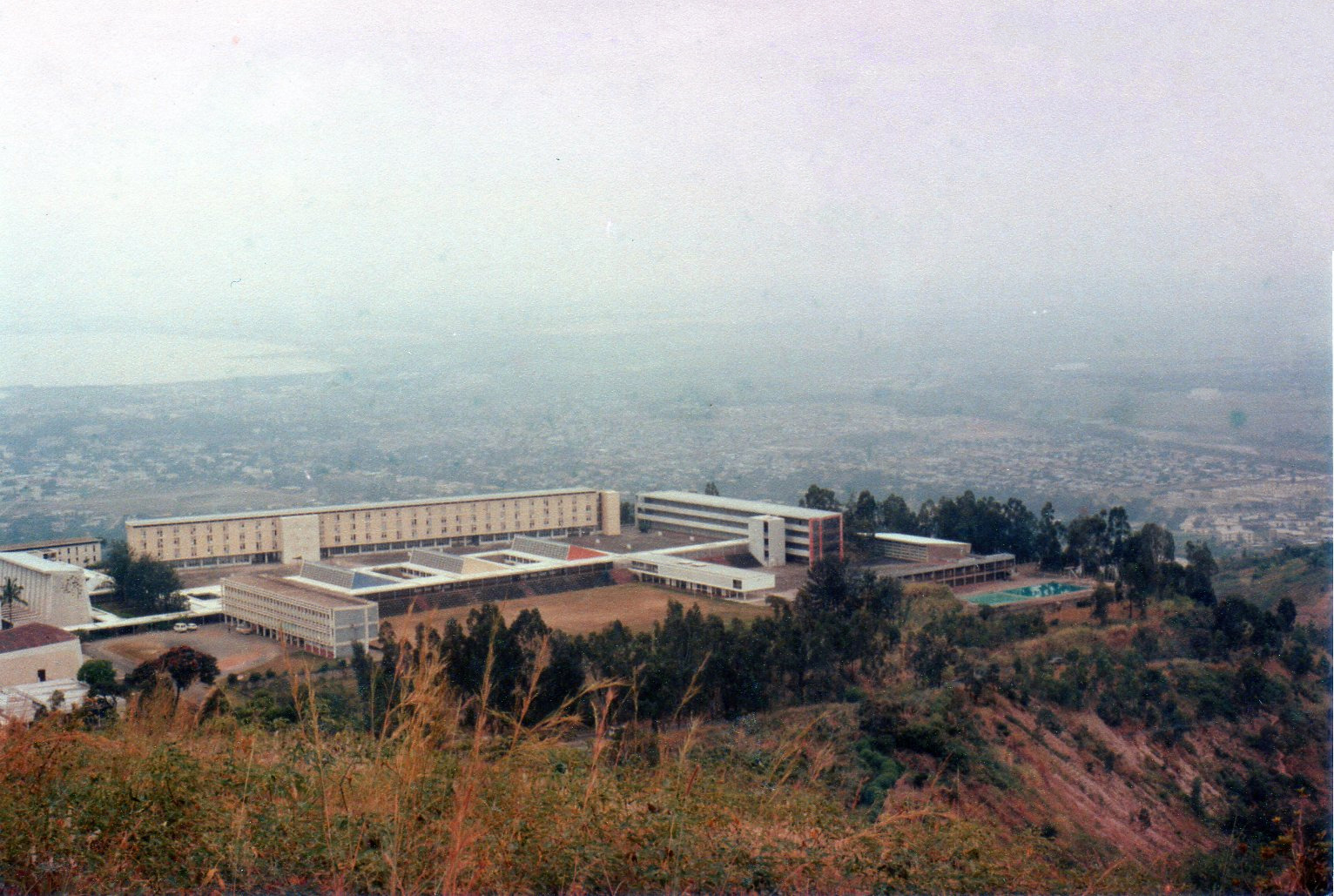
Universität von Burundi, Bujumbura

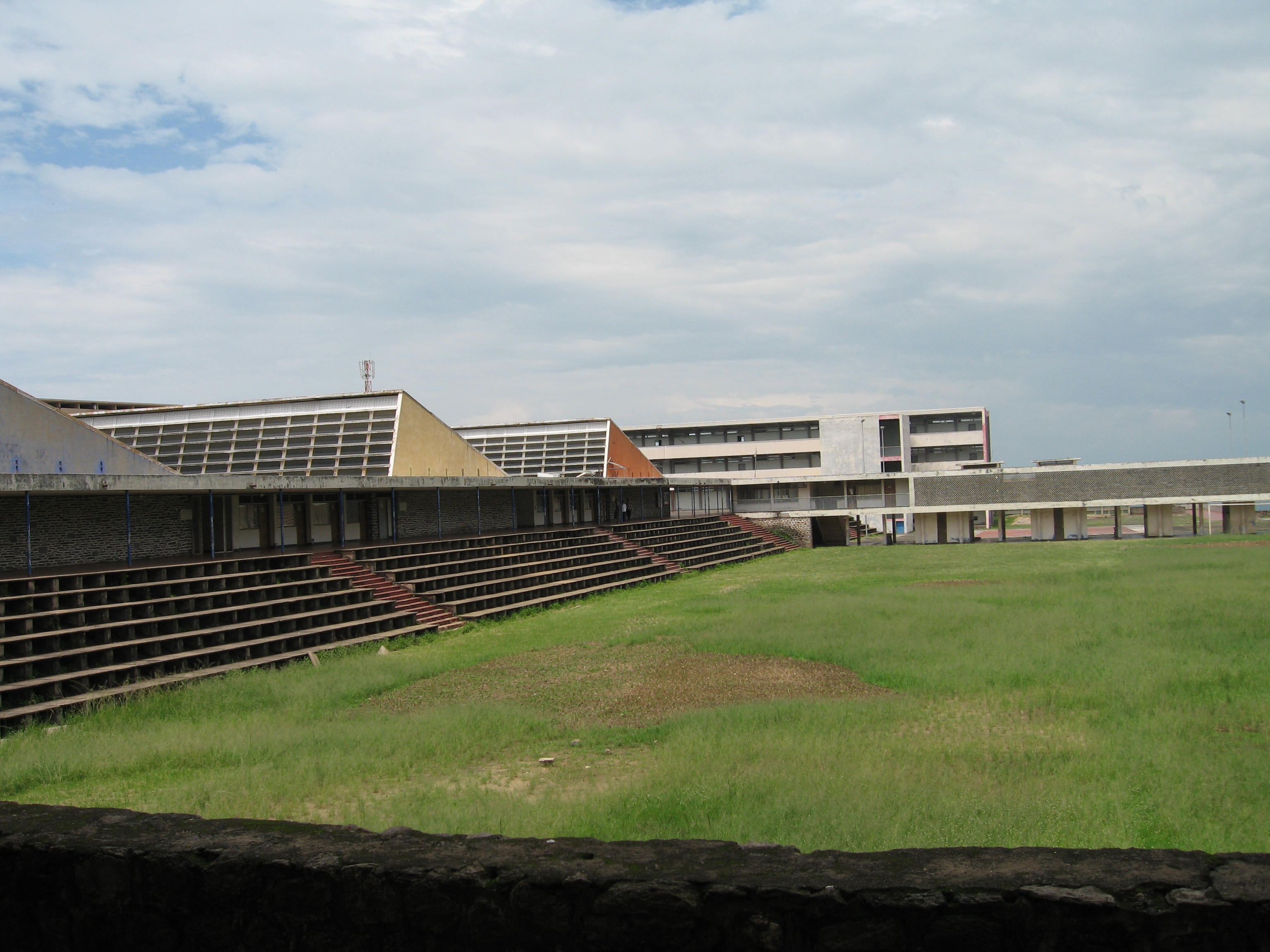
Kiriri-Campus

Die Universität von Burundi (französisch: Université du Burundi) ist die einzige staatliche Universität des afrikanischen Staates Burundi und hat in dessen größter Stadt Bujumbura ihren Sitz. Die Universität wurde 1960 gegründet.

## Organisation
Die Hochschule verfügt über 4 Campus in Bujumbura (Mutanga, Rohero, Kamenge, Kiriri) und einen Campus in Gitega.
Nachdem die Universität von Burundi im Studienjahr 2005/2006 insgesamt 8.545 Studenten hatte, stieg die Zahl der Studenten bis zum Studienjahr 2011/12 auf 12.136 Studenten, die auf 8 Fakultäten und 5 Institute aufgeteilt waren.
Im Studienjahr 2016/17 gab es 8 Fakultäten und 3 Institute bei etwa 13.000 Studenten.

### Fachbereiche
- Faculté de Lettres et Sciences humaines (FLSH) - Sprach- und Humanwissenschaften
- Faculté de Psychologie et Sciences de l’Education (FPSE) - Psychologie und Erziehungswissenschaften
- Faculté de Sciences économiques et administratives (FSEA) - Wirtschaftswissenschaften und Verwaltung
- Faculté de Sciences (FSC) - Naturwissenschaften
- Faculté de Sciences appliquées (FSA) - Ingenieurwissenschaften
- Faculté de Agronomie (FACAGRO) - Agrarwissenschaft und Bioingenieurwesen
- Faculté de Droit (DROIT) - Recht
- Faculté de Médecine (FMED) - Medizin

### Institute
- Institut d’Education Physique et des Sports (IEPS) - Sport und Sporterziehung
- Institut Supérieur de Commerce (ISCO) - Handel
- Institut de Pédagogie Appliquée (IPA) - Angewandte Pädagogik

## Bekannte Absolventen
- Sylvie Kinigi, Präsidentin und Premierministerin von Burundi
- Emmanuel Niyonkuru, Umweltminister von Burundi
- Pierre Nkurunziza, Präsident von Burundi
- Augustin Nsanze, Außenminister von Burundi
- Denis Mukwege, Gynäkologe, Aktivist gegen Vergewaltigung als Waffe, Friedensnobelpreisträger 2018